# Eerste kwartier

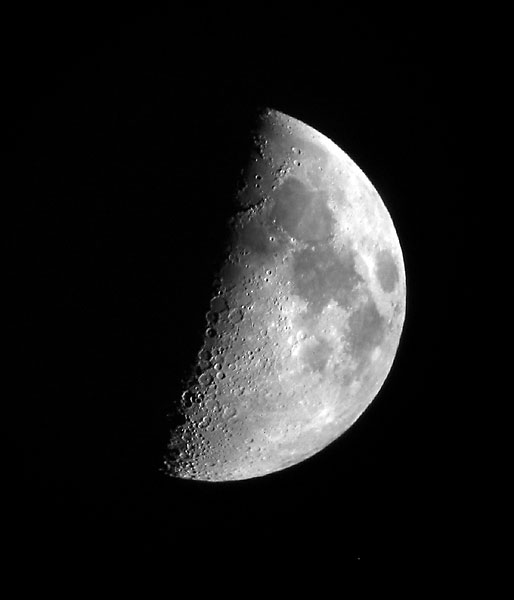
De maan in het eerste kwartier, gezien vanaf het noordelijk halfrond

Het eerste kwartier is een van de schijngestalten van de maan.
Deze treedt op na een kwart van de synodische omlooptijd van de maan, een week en 7 tot 11 uur na nieuwe maan.
Tijdens het eerste kwartier komt de maan omtrent het middaguur op. Nadat de zon is ondergegaan, staat de maan nog boven de horizon, waardoor deze periode minder gunstig is om 's avonds naar de sterren te kijken.
Voor een waarnemer op het Noordelijk halfrond wordt bij het eerste kwartier de rechter helft van de maan beschenen door de zon. Welke helft van de maan beschenen wordt tijdens het eerste kwartier is gemakkelijk te onthouden door langs de rechte kant van schaduw een denkbeeldige stok te trekken, zodat een letter p van premier (= eerste) ontstaat. Op het Zuidelijk halfrond werkt dit ezelsbruggetje niet.

## De lichtende V en de lichtende X
Maanwaarnemers met amateurtelescopen kunnen gedurende eerste kwartier op zoek gaan naar de lichtende V net ten zuidwesten van Mare Vaporum en iets ten noord-noordoosten van de krater Ukert. Deze lichtende V is een gemakkelijk te observeren clair-obscur verschijnsel dat zich steeds laat zien als de ochtendterminator (de dag-nacht grens op het maanoppervlak waar de zon opkomt) zich omstreeks de nul meridiaan bevindt. Op hetzelfde moment van de zichtbaarheid van de lichtende V is ook de lichtende X waarneembaar. Deze X is te vinden tussen de zuidelijke kraters Blanchinus, la Caille, en Purbach.

## Waarnemingen van de eerstekwartiersmaan bij daglicht
Om telescoopwaarnemingen van de eerstekwartiersmaan bij daglicht toch nog mogelijk te maken is het aan te raden een lineair polarisatiefilter op het oculair van de telescoop te draaien. Deze methode lukt het best met een refractortelescoop zonder omkeerprisma. De blauwe hemel is het meest gepolariseerd op een hoek van 90° vanaf de zon. In dit gebied is ook de eerstekwartiersmaan te vinden.